# Молфета
Молфета (на италиански: Molfetta) e град в Италия. Населението му е 59 470 жители (декември 2017 г.), а площта 58,26 кв. км. Намира се на 18 м н.в. в часова зона UTC+1. Пощенският му код е 70056, а телефонния 080.